# 5858 Borovitskia
Az 5858 Borovitskia (ideiglenes jelöléssel 1978 SU5) a Naprendszer kisbolygóövében található aszteroida. Ljudmila Ivanovna Csernih fedezte fel 1978. szeptember 28-án.